# Erysiphe biocellata
Erysiphe biocellata är en svampart som beskrevs av Ehrenb. 1821. Erysiphe biocellata ingår i släktet Erysiphe och familjen Erysiphaceae.  Arten är reproducerande i Sverige. Inga underarter finns listade i Catalogue of Life.